# Serianus maritimus
Espèce
Serianus maritimus est une espèce de pseudoscorpions de la famille des Garypinidae.

## Distribution
Cette espèce est endémique des îles Galápagos en Équateur.

## Description
Les mâles mesurent de 1,8 à 2,0 mm et les femelles de 2,0 à 2,5 mm.

## Publication originale
- Mahnert, 2014 : Pseudoscorpions (Arachnida: Pseudoscorpiones) from the Galapagos Islands (Ecuador). Revue Suisse de Zoologie, vol. 121, no 2, p. 135-210 (texte intégral).